# Джханси (округ)
Джханси (англ. Jhansi) — округ в индийском штате Уттар-Прадеш. Административный центр — город Джханси. Площадь округа — 5024 км². По данным всеиндийской переписи 2001 года население округа составляло 1 744 931 человек. Уровень грамотности взрослого населения составлял 65,47 %, что выше среднеиндийского уровня (59,5 %).